# تالاروباياس
بلدية تالاروباياس (بالإسبانية: Talarrubias)‏, هي إحدى بلديات مقاطعة بطليوس, التي تقع في منطقة إكستريمادورا, والتي تقع في غرب إسبانيا.
يبلغ عدد سكانها 3.609 نسمة وفقاً لإحصائية سنة (2002).